# بلامين ماركوف
بلامين ماركوف (بالبلغارية: Пламен Марков)‏، من مواليد 11 سبتمبر 1957، لاعب كرة قدم بلغاري سابق، ومدرب كرة قدم بلغاري حالي.
درب منتخب بلغاريا لكرة القدم.

## روابط خارجية
- بلامين ماركوف على موقع الاتحاد الدولي (مؤرشف)  (الإنجليزية)
- بلامين ماركوف على موقع قاعدة بيانات كرة القدم.إي يو (الإنجليزية)
- بلامين ماركوف على موقع بيانات كرة القدم. دي إي (الألمانية)
- بلامين ماركوف على موقع ناشيونال فوتبول تيمز (الإنجليزية)
- بلامين ماركوف على موقع Soccerway.com (الإنجليزية)
- بلامين ماركوف على موقع عالم كرة القدم.نت (الإنجليزية)
- بلامين ماركوف على موقع كووورة